# Карагасанли (Акстафинский район)
Карагасанли (азерб. Qarahəsənli) — село в Карагасанлинском административно-территориальном округе Акстафинского района Азербайджана.

## Этимология
Название села происходит от одноименного племени.

## История
Село Кара-Хасанлы в 1913 году согласно административно-территориальному делению Елизаветпольская губернии относилось к Дюз-кишлагскому сельскому обществу Казахского уезда.
В 1926 году согласно административно-территориальному делению Азербайджанской ССР село относилось к дайре Акстафа Казахского уезда.
С 24 января 1939 года село входило в состав Акстафинского района, который 4 декабря 1959 года был ликвидирован, а населенный пункт передан в состав Казахского района.
Согласно административному делению 1961 и 1977 года село Карагасанли входило в Дюзкышлакский сельсовет Казахского района Азербайджанской ССР.
24 апреля 1990 года село передано в состав новообразованного Акстафинского района. 25 мая 1991 года образован Карагасанлинский сельсовет.
В 1999 году в Азербайджане была проведена административная реформа и внутри Карагасанлинского административно-территориального округа был учрежден Карагасанлинский муниципалитет Акстафинского района.

## География
Карагасанли расположены на берегу реки Акстафа.
Село находится в 18 км от райцентра Акстафа и в 460 км от Баку. Ближайшая железнодорожная станция — Пойлы-Новая.
Село находится на высоте 331 метров над уровнем моря.

## Население
| Численность населения | Численность населения | Численность населения | Численность населения |
| 1886                  | 1989                  | 1999                  | 2009                  |
| --------------------- | --------------------- | --------------------- | --------------------- |
| 247                   | ↗1400                 | ↘1232                 | ↗1374                 |

Население преимущественно занимается виноградарством и животноводством.

## Климат
Среднегодовая температура воздуха в селе составляет +14,1 °C. В селе полупустынный климат.

## Инфраструктура
В селе расположены почтовое отделение, неполная средняя школа, детский сад-ясли, клуб, медицинский пункт.